# José Maria Pena
José Maria Pena, conhecido por Zé Maria (São Bernardo do Campo, 27 de dezembro de 1948 – Belo Horizonte, 1 de maio de 2019), foi um futebolista e treinador brasileiro de futebol que atuou como lateral-direito.
Destacou-se, principalmente, no Atlético Mineiro, onde iniciou a carreira em 1968. Em 146 jogos pelo Galo, marcou apenas 1 gol. Foi campeão mineiro em 1970, campeão brasileiro no ano seguinte e venceu a Taça Belo Horizonte em 3 oportunidades.
Defendeu também o Náutico (onde foi campeão pernambucano em 1975), Brasil de Pelotas, Botafogo de Ribeirão Preto e Figueirense, encerrando a carreira no Deportivo Italia da Venezuela, único time estrangeiro em que atuou.
Após a aposentadoria, iniciou sua carreira de treinador no Sete de Setembro de Belo Horizonte em 1980. Entre os times que treinou, Al Ahli (Emirados Árabes), Cruzeiro, América, Caldense e Americano, além do Atlético Mineiro (trabalhou como auxiliar-técnico no vice-campeonato brasileiro em 1999 e treinou por 7 jogos em 2001).
Em 1987, treinava o Americano, cujo plantel foi usado para representar a Seleção do Rio de Janeiro na fase final do Campeonato Brasileiro de Seleções Estaduais de 1987. Tornou-se campeão nacional, vencendo a Seleção Paulista na decisão.
Porém, destacou-se em times do interior mineiro, principalmente URT e Democrata-GV, cuja torcida o apelidou de "Zé Milagre" após tirar o clube da lanterna de seu grupo e classificá-lo ao quadrangular final. No mesmo ano, recebeu o título de cidadão valadarense.
Zé Maria comandou também Tupi (2006), Uberlândia (2009) e Funorte (2010). Faleceu em Belo Horizonte, aos 70 anos de idade, em decorrência da diabetes.

## Títulos

### Como jogador
Atlético-MG
- Campeonato Mineiro: 1970
- Campeonato Brasileiro: 1971
- Taça Belo Horizonte: 1970, 1971 e 1972

### Como treinador
Seleção Estadual do Rio de Janeiro
- Campeonato Brasileiro de Seleções Estaduais: 1987[3]